# Cretoglaphyrus leptopterus
Cretoglaphyrus leptopterus es una especie de coleóptero de la familia Glaphyridae.

## Distribución geográfica
Habita en Rusia.